# Eduard Azarjan
Eduard Azarjan (* 11. dubna 1958 Jerevan) je arménský gymnasta, sovětský olympijský vítěz a vicemistr světa. Jeho otec byl také gymnasta a sovětský olympijský vítěz Albert Azarjan.